# Domeyrat
Domeyrat település Franciaországban, Haute-Loire megyében. Lakosainak száma 173 fő (2022. január 1.). Domeyrat La Chomette, Frugières-le-Pin, Lavaudieu, Paulhaguet és Saint-Préjet-Armandon községekkel határos.
1375-ben Domeyrat ura Adhémar Jori/Jory , aki családjának egyik kiemelkedő egyéniségű tagja volt. (Ld. még St.-Flour.)

## Népesség
A település népességének változása:
| Lakosok száma | 212  | 181  | 145  | 162  | 200  | 194  | 194  | 179  | 171  | 173  |
|               | 1968 | 1982 | 1990 | 2006 | 2013 | 2015 | 2017 | 2019 | 2020 | 2022 |